# Jasénka
Die Jasénka, volkstümlich auch Brudek genannt, ist ein linker Nebenfluss der Opava (Oppa) in Tschechien.

## Verlauf
Die Jasénka entspringt westlich von Darkovičky (Klein Darkowitz), am Rande des Boorwaldes unweit des Kosmützer Kreuzweges in der Hlučínská pahorkatina (Hultschiner Hügelland). Sie fließt zunächst in östliche Richtung und wendet sich in Polanské (Kolonie Klingebeutel) nach Südosten. Auf seinem Lauf durch Darkovičky ist der Bach abschnittsweise verrohrt.
Anschließend nimmt die Jasénka südliche Richtung, fließt am Hügel Davidka (274 m. n.m.) vorbei und wird am östlichen Stadtrand von Hlučín (Hultschin) durch die Staatsstraße I/56 überbrückt. Linksseitig des Baches folgen die Hultschiner Vororte Staré Rovniny (Rownin) und Jasénky (Jassenka); rechtsseitig erstreckt sich die Siedlung Rovniny.
Bei Jasénky erreicht der Bach das zur Vítkovská vrchovina (Wigstadtler Berge) gehörige Hügelland Děhylovská pahorkatina. Hier befinden sich an den Hängen linksseitig des Baches mehrere alte Schiefersteinbrüche. Nach ca. 9 Kilometern mündet die Jasénka am südöstlichen Fuße der Vinná hora (Weinberg; 287 m. n.m.) – gegenüber der Mündung des Děhylovský potok – in die Opava.

## Zuflüsse
Die Jasénka hat mehrere kleine Zuflüsse, die sämtlich namenlos sind.

## Mühlen
Bei Jasénky und bachabwärts wurden früher kleine Teiche zur Nutzung der Wasserkraft für den Antrieb von drei Wassermühlen angelegt:
- Mušálkův mlýn, früher Jassenkamühle, gegenüber von Jasénky, sie wurde nach 1945 stillgelegt. Die Mühle wurde später abgebrochen, der Teich ist der einzige erhaltene Mühlteich an der Jasénka. In der Nähe befindet sich heute das städtische Klärwerk.
- Špitální mlýn (Hospitalmühle), später Krömermühle, in Podlesí. Sie ist die älteste Mühle an dem Bach und soll seit 700 Jahren existieren. Belegbar ist die Hospitalmühle seit 1509 und gehörte damals dem Hultschiner Spital. Im Dreißigjährigen Krieg brannte die Mühle nieder und wurde aber wiederaufgebaut. Der Mühlbetrieb wurde 1947 eingestellt. Auf dem ehemaligen Mühlengehöft wächst eine denkmalgeschützte alte Linde (Lípa u Krömerova mlýna).
- Musiolův mlýn (Musiolmühle), früher Brodziakmühle, vor der Mündung des Baches in die Opava. Der letzte Müller namens Musiol stellte 1884 den Betrieb ein, nachdem die Mühle mehtmals hintereinander angezündet worden war.